# کووین
کووین (به صربی: Kovin) یک شهرستان در صربستان است که در ناحیه بانات جنوبی واقع شده‌است. کووین ۶۸ متر بالاتر از سطح دریا واقع شده‌است.

## خواهرخوانده
شهرهای کافادارچی و راتس‌کوه خواهرخوانده‌های کووین هستند.